# Scopula acrates
Scopula acrates är en fjärilsart som beskrevs av Louis Beethoven Prout 1938. Scopula acrates ingår i släktet Scopula och familjen mätare. Inga underarter finns listade.